# Aluminon
Aluminon ist das Ammoniumsalz der Aurintricarbonsäure und zählt damit zu den Triphenylmethanfarbstoffen. Der Name der tiefroten Substanz leitet sich von seiner Verwendung zum Aluminiumnachweis her.

## Herstellung
Die Aurintricarbonsäure wird durch Umsetzung von drei Mol Salicylsäure mit einem Mol Formaldehyd hergestellt und anschließend mit Ammoniaklösung neutralisiert.

## Verwendung

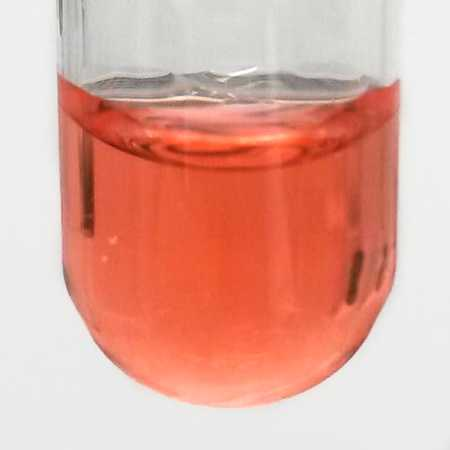
Aluminon (aq).

Aluminon wird hauptsächlich zum Nachweis von Aluminium verwendet. Es bildet in Verbindung mit Aluminium in essigsaurer Lösung einen schwerlöslichen roten Farblack, der oft erst nach einigen Minuten in roten Flocken ausfällt. Der Niederschlag löst sich im Gegensatz zu dem mit anderen Metallen nicht nach Zugabe von ammoniakalischer Ammoniumcarbonat-Lösung ((NH4)2CO3) auf.
Al3+ + C22H23N3O9 → 3 NH4+ + AlC22H19O9